# Tác động đến sức khỏe của muối
Tác động đến sức khỏe của muối là các tình trạng có liên quan đến việc tiêu thụ muối quá nhiều hay quá ít. Muối là một khoáng chất có thành phần chủ yếu là natri chloride (NaCl). Trong thực phẩm muối được dùng để bảo quản và làm hương liệu. Các ion natri rất cần thiết cho các sinh vật sống trên trái đất, dù chỉ cần đủ một lượng nhỏ, cũng như các ion chloride. Muối  có vai trò điều hòa hàm lượng nước (cân bằng dịch) của cơ thể và bản thân ion natri cũng có đóng góp vào việc truyền tín hiệu điện trong hệ thần kinh.
Trung tâm kiểm soát và phòng ngừa dịch bệnh (CDC) ra lời cảnh báo rằng nếu dư thừa natri có thể làm tăng huyết áp, nguy cơ mắc bệnh tim mạch và đột quỵ ở một số người. Do đó, các cơ quan y tế khuyến cáo nên hạn chế chế độ ăn uống nhiều natri. Bộ Y tế và Dịch vụ Nhân sinh Hoa Kỳ khuyến nghị các cá nhân nên tiêu thụ không quá 1500 – 2300 mg natri (3750 – 5750 mg muối) mỗi ngày theo chủng tộc, điều kiện y tế và độ tuổi. Tổ chức Y tế Thế giới khuyến cáo người lớn nên tiêu thụ không quá 5 g muối mỗi ngày.
Là một chất dinh dưỡng thiết yếu, natri có liên quan đến nhiều chức năng của tế bào và cơ quan. Lượng muối quá thấp, dưới 3 g mỗi ngày, cũng có thể làm tăng nguy cơ mắc bệnh tim mạch và tử vong sớm.